# Spanish for Everyone
Spanish for Everyone è un videogioco educativo sviluppato da Humagade e pubblicato nel 2007 da Activision per Nintendo DS. Il gioco ha ricevuto critiche negative relative all'uso di stereotipi messicani, alla scarsa qualità dei dialoghi e all'inutilità dal punto di vista didattico nell'apprendimento della lingua spagnola. Nel forum di OverClocked ReMix uno degli sviluppatori ha spiegato che il gioco è stato sviluppato in poco tempo e con un budget limitato da una software house canadese per il mercato statunitense.

## Trama
Il protagonista è un ragazzo di nome Shawn. All'inizio del gioco un bambino di nome Miguel gli chiede di mostrargli il Nintendo DS di proprietà del fratello di Shawn. A causa dell'improvviso arrivo di una limousine, inseguita dalla polizia e guidata dal padre di Miguel, il ragazzo sottrae il DS a Shawn. Grazie all'intervento della zia Gina, dello zio Juan e di un toro parlante, Shawn raggiungerà Ensenada e tornerà in possesso della sua console. Al termine del gioco il protagonista ottiene un biglietto aereo per la Francia.

## Modalità di gioco
Il videogioco presenta tre diversi minigiochi: una variante dell'impiccato, un crucipuzzle e un gioco basato su memoria.